# Анигозантос Мэнглза
Анигозантос Мэнглза (лат. Anigozanthos manglesii) — вид травянистых многолетних растений рода Анигозантос семейства Гемодоровые, произрастает на западе Австралии.
Самый красивый из видов анигозантоса, он стал символом штата Западная Австралия. Цветущий с августа по ноябрь в городских и прибрежных районах, он очень сильно выделяется среди других растений. Вид не находится под угрозой исчезновения, но так как популяция достаточно сильно сократилась, он охраняется рядом законодательных актов штата.

## Ботаническое описание
Многолетнее растение высотой 30—120 см и шириной 40—60 см.
Листья вертикальные, двурядные, мечевидные, с влагалищным основанием, серо-зеленые, 30-60 см длиной. Пластинка листа обычно сжата с боков, как у ирисов. Листья образуют приземную розетку, из которой выходит облиственный, красно-ворсистые, изредка ветвистый стебель, несущий слабо развитые стеблевые листья, иногда редуцированные до чешуек, и заканчивающийся соцветием. Длина этих стеблей составляет до 1,2 м высотой.
Цветы длиной 6—10 см, с загнутыми долями, красные с жёлто—зелёным, постепенно становящимися темно—зелёными, с шестью тычинками, собраны по 7 штук в кисти длиной 5—14 см. Украшенными они лимонно-зелеными ворсинками с наружной стороны у основания или красными, иногда жёлтыми или абрикосово-жёлтыми.
Плод — обычно локулицидная коробочка. Семена обычно черные, зародыш в семени маленький, с обильным эндоспермом.
Цветёт с августа и по ноябрь.

## Распространение и экология
Вид широко распространён по пяти юго-западным биогеографическим регионам Австралии:
- Geraldton Sandplains — на севере;
- Swan Coastal Plain, Jarrah Forest и Avon Wheatbelt — в центре ареала;
- Warren — на юге.

Растёт на белых, жёлтых или серых песках или песчаных суглинках.

## Таксономия
Этот вид был впервые описан английским ботаником Дэвидом Доном в 1834 году:
Этот необычайно красивый вид Анигозантоса был выращен Робертом Манглезом, эсквайром, в саду Whitemore Lodge, Berks., из семян, привезённых губернатором этой колонии Джеймсом Стирлингом с Лебединой реки и переданных господину Манглезу…
Существуют два признанных подвида:
- Anigozanthos manglesii subsp. quadrans Hopper

На севере этот подвид доходит до Shark Bay.
- Anigozanthos manglesii subsp. manglesii D.Don

Произрастает от Gingin на севере и до Cape Leeuwin на юге.

## Культивирование
Этот вид хорошо прорастает из семян. Поскольку после второго сезона внешний вид растения сильно ухудшается, то его рассматривают как двулетнее. Во время летней засухи растение не поливают. Вид очень восприимчив к грибковой болезни, а листья привлекательны для улиток. Так как анигозантос красив и долго стоит срезанным, то его часто используют для букетов.

## Культура и искусство
Анигозантос Манглеза — эндемик юго-западной Австралии. В 1960 году он стал ботанической эмблемой штата Западная Австралия.